# Протеј
Протеј (грч. Πρωτεύς, Prôteús) је морски бог у грчкој митологији. По неким митовима он је Посејдонов син, а по другим је син Нереја и Дориде или Океана и Најаде. 
Има пророчке способности, али мијења свој облик да би избјегао да некоме открије судбину; одговориће само ономе ко успије да га ухвати.